# مرد ویترویوسی

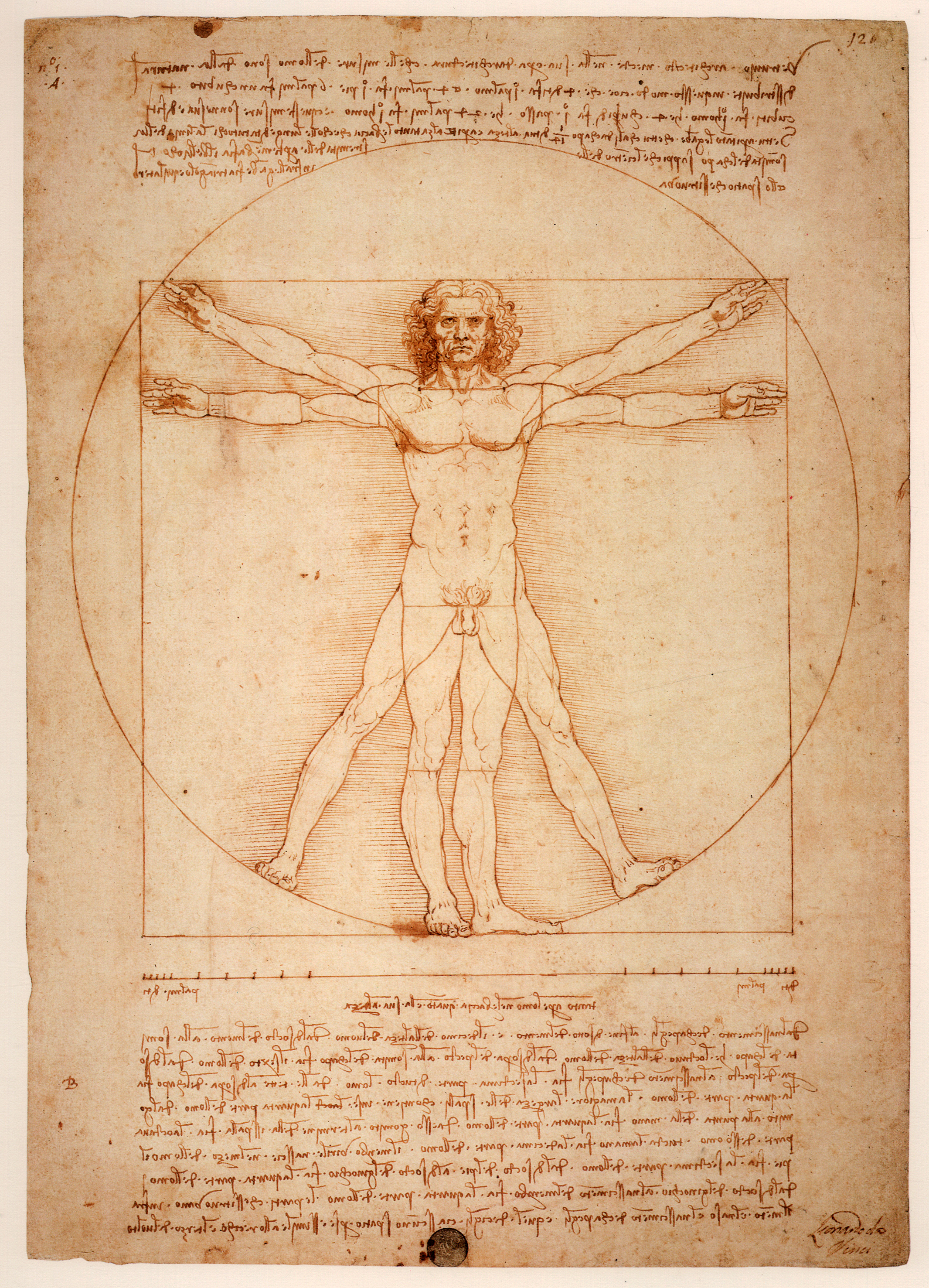
تصویر مرد ویترویوسی که ابعاد اصلی‌اش ۳۴٫۴x۲۵٫۵ سانتی‌متر است

مرد ویترویوسی (به ایتالیایی: Uomo vitruviano) یک طراحی از لئوناردو دا وینچی است که به احتمال زیاد در سال ۱۴۸۷ م کشیده شده‌است، و طرحی تمام‌قد از ویترویوس، معمار ایتالیایی است. این طراحی، که با جوهر بر روی کاغذ کشیده شده، بدن برهنهٔ مردی را در دو حالت مختلف نشان می‌دهد که همزمان درون یک دایره و مربع محاط شده‌اند. این طراحی در ونیز ایتالیا نگه‌داری شده و جز در مواقع خاص به نمایش درنمی‌آید.
مطابق مشاهدات لئوناردو دا وینچی در متن تصویر، که به‌صورت قرینه نوشته شده‌است، نقاشی به‌عنوان توصیفی از تناسب‌های موجود در بدن انسانِ مذکر در قالب بدنِ ویترویوس کشیده شده‌است:
- کف دست به پهنای ۴ انگشت است.
- کف پا به پهنای ۴ کف دست است.
- اندازهٔ نوک انگشتان دست تا آرنج، ۶برابر پهنای کف دست است.
- قد یک مرد به اندازهٔ ۴ آرنج است (یعنی ۲۴ کف دست).
- همچنین قد انسان به اندازهٔ دست‌های بازشدهٔ اوست.
- فاصلهٔ میان رستنگاه مو تا پایین چانه، برابر یک‌دهم قد انسان است.
- فاصلهٔ میان روی سر تا پایین چانه، برابر یک‌هشتم قد انسان است.
- فاصلهٔ میان پشت گردن تا رستنگاه مو از جلو، برابر یک‌ششم قد انسان است.
- حداکثر عرض شانهٔ انسان، برابر یک‌چهارم قد اوست (یک آرنج).
- فاصلهٔ میان وسط سینه تا بالای سر، یک‌چهارم قد انسان است (یک آرنج).
- فاصلهٔ میان آرنج تا زیربغل، یک‌هشتم قد انسان است (نصف آرنج).
- طول دست (از انتهای مچ تا سر انگشتان)، یک‌دهم قد انسان است.
- فاصله از پایین چانه تا بینی، برابر یک‌سوم طول صورت است.
- فاصله از رستنگاه مو تا ابرو، برابر یک‌سوم طول صورت است.
- اندازهٔ گوش، برابر نصف طول صورت است.
- اندازهٔ پای انسان، یک‌هفتم قد اوست.

## نسبت طلایی
برخلاف بعضی از نظریات، در متن مرد ویترویوسی، اثر لئوناردو دا وینچی، اشاره‌ای به نسبت طلایی نشده‌است؛ هرچند چندین نسبت دیگر در آن آورده شده‌اند.

## نگارخانه

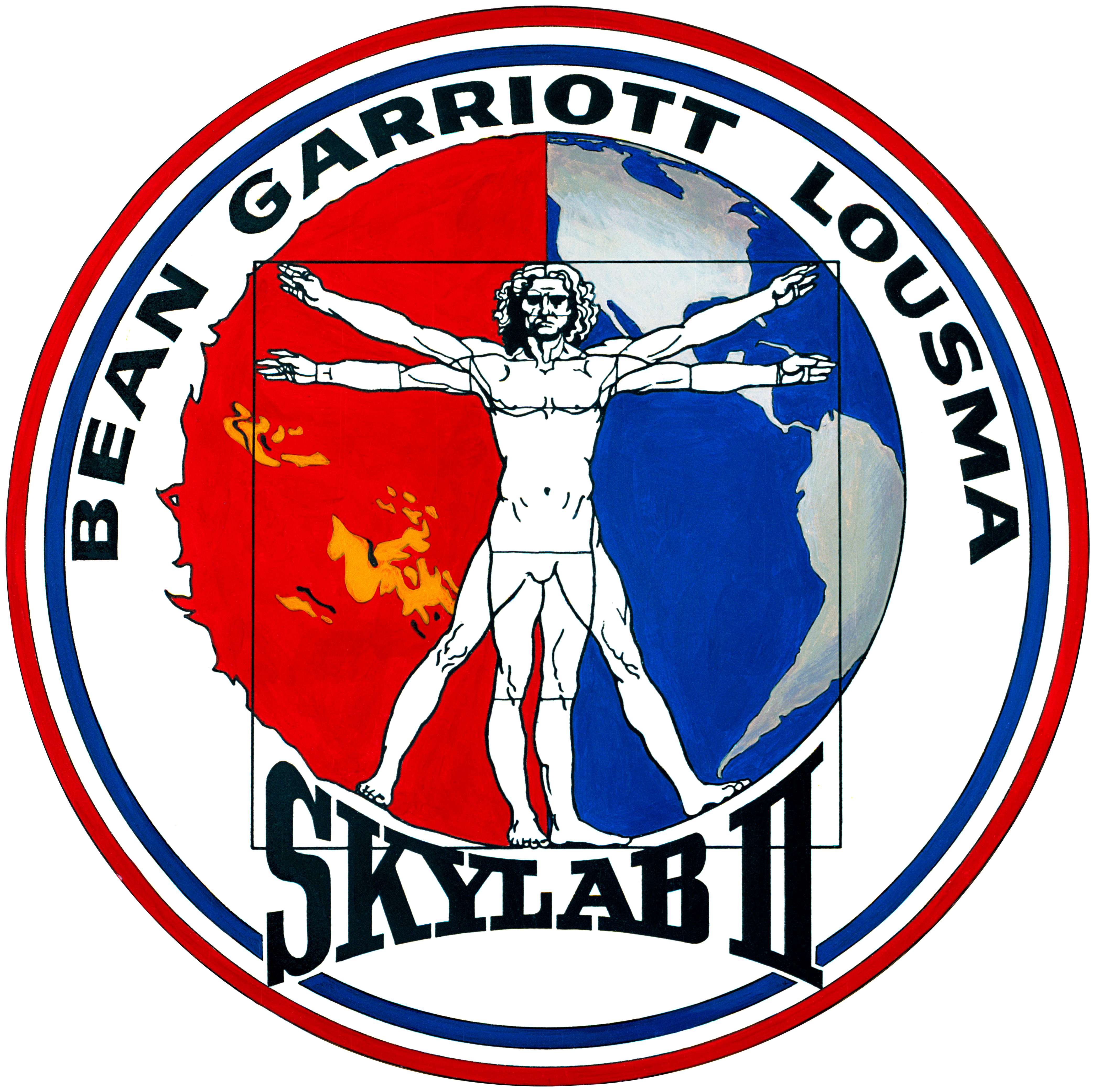
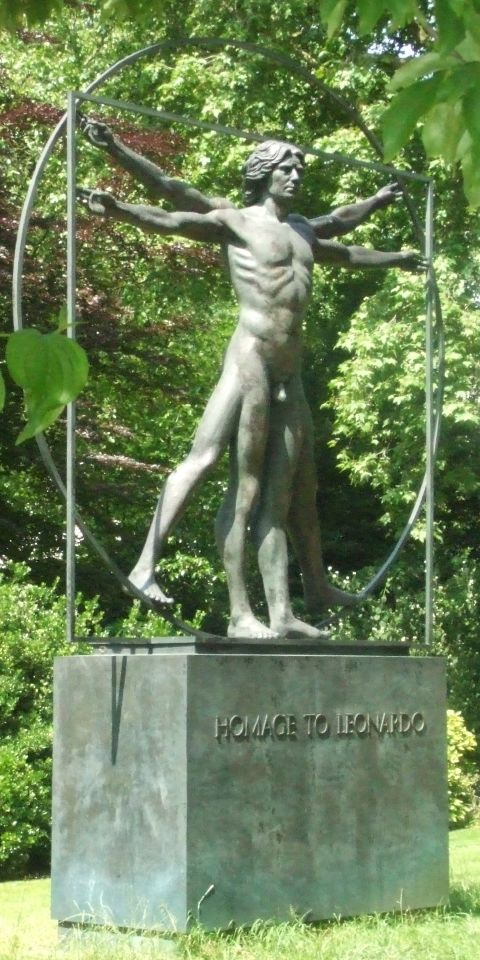